# Wilhelm Hernodius
Wilhelm Hernodius, född 4 maj 1697 i Umeå, död 18 november 1755 i Luleå socken, var en svensk präst.
Hernodius kom 1707 till Härnösands trivialskola och fem år senare till Härnösands gymnasium. År 1715 blev han student vid Uppsala universitet  och vistades i Uppsala till hösten 1717, då han fick en tjänst som informator på Gotland. I juli 1719 reste han därifrån men tillfångatogs då av rysk militär vid Landsort och fördes till Åbo, där han sattes i fångenskap. Tillsammans med tre andra fångar lyckades han dock 1720 fly därifrån till Stockholm. Samma år prästvigdes Hernodius till adjunkt åt sin far Lars Hernodius, som då sedan länge var kyrkoherde i Burträsks församling. År 1722 blev han vice komminister i Luleå landsförsamling för den blinde Erik Höijer som avstod halva sin lön. År 1735 blev Hernodius ordinarie komminister i församlingen.
Hernodius kom att uppmärksammas för sin äktenskapshandel. Han var i färd att gifta sig med sin blivande hustru då det framkom äktenskapshinder eftersom han inte enligt tidens krav låtit skilja sig från sin trolovade Anna Lisa Backman. Hennes mor begärde ersättning och saken gick till domkapitlet men Hernodius besvarade inte ens konsistoriets skrivelser i ärendet. Till slut lämnade emellertid Hernodius ersättning i reda pengar till familjen Backman och trolovningen kunde anses upplöst.
Hernodius gifte sig i mars 1724 med Maria Lindbaum, som var född 1706 i Gammelstad och avled 1792 i Piteå. Hon var dotter till regementsskrivaren Jacob Lindbaum och Margareta Forsman; ramverket till en minnestavla i Nederluleå kyrka över slaget vid Narva, som skulpterats av Nils Fluur, är skänkt av makarna Lindbaum och bär deras initialer. Makarna Hernodius bodde i Sunderbyn. Två söner blev rustmästare, sonen Wilhelm Hernodius blev komminister i Råneå församling och sonen Carl Hernodius blev organist i sockenkyrkan. Dottern Anna Margareta Hernodius gifte sig med borgmästaren Anders Ottonius i Piteå och dottern Brita Maria Hernodius med expeditionsbefallningsmannen Gabriel Lenning i Övertorneå.